# 国鉄ワ21300形貨車
国鉄ワ21300形貨車（こくてつワ21300がたかしゃ）は、かつて鉄道省に在籍した13 t 積みの有蓋車である。
本形式と同様の経緯にて誕生したワ21400形についても本項目で解説する。

## 概要
1933年（昭和8年）6月1日に芸備鉄道備後十日市駅 - 備後庄原駅間（後の庄原線）が買収され、それに伴い芸備鉄道に在籍していた有蓋車42両（ワ36 - ワ77）が鉄道省に編入され、形式名ワ21300形、ワ21400形が付与された。
約4年後の1937年（昭和12年）7月1日に広島駅 - 備後十日市駅間も追加買収され有蓋車41両（ワ33 - ワ35、ワ78 - ワ87、ワム88 - ワム105、ワム107 - ワム111、ワム113 - ワム117）が鉄道省に編入され、ワ21300形、ワ21400形に編入された。（一部の車両はワム1形へ編入された。）
当時多くの私鉄が国有化され、多くの貨車が鉄道省車籍に編入されたが、この際鉄道省形式に改番された車両と、改番されずに私鉄時代の形式番号のまま運用された車両の2種類が存在した。鉄道省形式が付与されなかった理由は、形式両数が少なかった、積載荷重10 t 以下の小型車であった、車両の構造が鉄道省貨車に対して差異が大きかったなどがある。改番されずに私鉄時代の形式番号のまま運用された車両は、運用制限車（地域限定運用車）となり数年で廃車又は他形式へと改造され形式消滅した。

## ワ21300形
前述のワ36 - ワ42は形式名ワ21300形（ワ21300 - ワ21306）が与えられ、約4年後のワ33 - ワ35はワ21307 - ワ21309と定められ、合計10両の車両が運用された。
約5年後の1942年（昭和17年）12月から1943年（昭和18年）2月にかけて全車がヤ300形（二軸救援客車）へ車種改造され形式消滅した。この際車番割付は順不同で行われた。
車体塗色は黒一色であり、寸法関係は、全長は7,786 mm、全幅は2,667 mm、全高は3,461 mm、実容積は32.91 m3、自重は7.47 t、換算両数は積車1.6、空車0.8である。

## ワ21400形
前述のワ43 - ワ77は形式名ワ21400形（ワ21400 - ワ21434）が与えられ、約4年後のワ78 - ワ87はワ21435 - ワ21444と定められ、合計45両の車両が運用された。
車体塗色は黒一色であり、寸法関係は、全長は7,786 mm、全幅は2,740 mm、全高は3,365 mm、実容積は32.94 m3、自重は6.90 t、換算両数は積車1.6、空車0.8である。
戦後の1950年（昭和25年）5月に「第二次貨車特別廃車」の対象形式に指定され（当時の在籍車数は28両であった）、1953年（昭和28年）に最後まで在籍した車両が廃車となり同時に形式消滅となった。

### 譲渡
1949年（昭和24年）4月2日に十勝鉄道へ1両（ワ21436→ワ51）が譲渡された。
1951年（昭和26年）7月19日に秩父鉄道へ6両（ワ21409,ワ21415,ワ21419,ワ21439,ワ21441,ワ21442→ワム301 - ワム306）が譲渡された。
1953年（昭和28年）6月23日に夕張鉄道へ3両（ワ21401,ワ21408,ワ21418→ワ401 - ワ403）が譲渡された。